# برنارد جاكوب بامبيرغر
برنارد جاكوب بامبيرغر (بالإنجليزية: Bernard Jacob Bamberger) هو حاخام أمريكي، ولد في 30 مايو 1904 في بالتيمور في الولايات المتحدة، وتوفي في 14 يونيو 1980 في نيويورك في الولايات المتحدة.